# Gouden vloksteeltje
Het gouden vloksteeltje (Flammulaster limulatus) is een schimmel behorend tot de familie Tubariaceae. Het leeft saprotroof op hout, in gemengd bos op zand op een keileemondergrond.

## Verspreiding
In Nederland komt het gouden vloksteeltje zeer zeldzaam voor. Het staat op de rode lijst in de categorie 'Gevoelig'.